# Бурда Микола
Бурда Микола (22 грудня 1896, Конотоп — не раніше 29 липня 1925) — хорунжий Армії УНР.
Нагороджений Хрестом Симона Петлюри та Воєнним хрестом.
Відповідно до українського законодавства є борцем за незалежність України у ХХ столітті.

## Біографія
Микола Бурда закінчив Конотопську вище початкову школу (1914). В 1915 році був мобілізований до російської армії. До української Сірої дивізії вступив 1918 року. 16 травня 1919 року на Волині потрапив до польської полону. З табору втік і нелегально перейшов кордон ЧСР. Закінчив матуральні курси при Українському громадському комітеті (Прага, 5.03.1925). Працював на Підкарпатській Русі у м. Требішові Кошицького краю Словаччини. До УГА не прийнятий через брак документів про освіту.
Подальша доля невідома.